# Leptogorgia toboguilla
Leptogorgia toboguilla is een zachte koraalsoort uit de familie Gorgoniidae. De koraalsoort komt uit het geslacht Leptogorgia. Leptogorgia toboguilla werd in 1928 voor het eerst wetenschappelijk beschreven door Hickson. 